# Ждирец (Хавличкув Брод)
Ждирец (чеш. Ždírec) је насељено мјесто са административним статусом сеоске општине (чеш. obec) у округу Хавличкув Брод, у крају Височина, Чешка Република.

## Становништво
Према подацима о броју становника из 2014. године насеље је имало 143 становника.